# Emil Phillip
Emil Phillip (* 29. Juli 1886; † 20. November 1965) war ein deutscher evangelischer Diakon.
Phillip arbeitete ab 1925 in der evangelischen Gemeinde Zossen und leitete dort als Hausvater eine Herberge zur Heimat, den Gasthof „Zum Gardestern“. 
Ende Juni 1933 wurden in Zossen die Sozialdemokraten und Kommunisten zusammengetrieben und gefoltert. Zu dieser Aktion wurde der Zossener Pfarrer Otto Eckert, der der NSDAP und den Deutschen Christen angehörte, wiederholt hinzugezogen. Phillip, Teilnehmer des Ersten Weltkrieges und Träger des Eisernen Kreuzes 1. Klasse, beschwerte sich öffentlich über die Behandlung der Sozialdemokraten und Kommunisten und das Handeln Pastor Eckerts. Darauf wurde er am 19. Juli 1933 – wohl auf Veranlassung Eckerts – verhaftet und von der Gestapo in das KZ Oranienburg gebracht. Einige Tage später veranlasste Eckert, dass Phillip aus diesem Konzentrationslager entlassen und nach Crossen an der Oder, heute Krosno Odrzańskie, versetzt wurde. Dort war er wieder im Bereich der Diakonie tätig und arbeitete in der Bekennenden Kirche mit.